# Like a star in the night
〈Like a star in the night〉(라이크 어 스타 인 더 나이트)는 일본의 가수 쿠라키 마이의 13번째 CD 싱글로 2002년 9월 4일에 기자 스튜디오에서 발매됐다. 싱글반의 규격품번은 GZCA-2048이다.
TV 아사히계 《다크 엔젤》 주제가이다.

## 싱글 수록곡
1. Like a star in the night (5:36)
  - 작사: 쿠라키 마이, 작곡: 오노 아이카, 편곡: 토쿠나가 아키히토, 스트링스 어레인지: 이케다 다이스케
2. Give me one more chance (4:41)
  - 작사: 쿠라키 마이, 작곡: 오노 아이카, 편곡: DJ ME-YA
3. Like a star in the night (a capella ver.) (5:23)
4. Like a star in the night (Instrumental)

## 스태프 크레딧
- 쿠라키 마이: 코러스
- 토쿠나가 아키히토: 기타 (#1)
- 오가 요시노부: 기타 (#2)
- 오노 아이카: 코러스
- 우토쿠 케이코: 코러스 (#1,3)
- Amusement Parks: 코러스 (#3)
- TAMA MUSIC: 스트링스

## 수록 음반
- FAIRY TALE
- Wish You The Best
- ALL MY BEST